# Jejomar Binay Jr.
Jejomar Erwin Sombillo Binay Jr., detto Junjun (Makati, 12 luglio 1977), è un politico filippino.

## Biografia
È l'unico figlio maschio del Vicepresidente delle Filippine Jejomar Binay e di sua moglie Elenita Binay.
Nel giugno 2010 è stato eletto Sindaco della città di Makati succedendo a suo padre. Nel marzo 2015 è stato sospeso dall'Ombudsman Conchita Carpio-Morales per accuse di corruzione ma tale ordine è stato annullato un mese dopo dalla Corte degli Appelli delle Filippine. Nel giugno 2015 è stato sospeso una seconda volta da Morales ed al suo posto è subentrato il Vice Sindaco della città Romulo Peña Jr.